# Archambaud II de Bourbon
Archambaud II de Bourbon dit le Vert (né vers 960-970, mort un 21 mai 1031-1033) est seigneur de Bourbon d'environ 990 à 1031-1033. 

## Biographie
Archambaud II est le fils et successeur d'Archambaud Ier et de son épouse Rotgardis. Il agrandit ses possessions entre l'Allier et la Loire au détriment du comte Landry de Nevers. C'est à cette époque que l'on trouve la première mention relative à Moulins dans les sources. Archambaud II s'intéresse également au Berry mettant à profit la faiblesse des vicomtes de Bourges. Il assiste en 1012 à l'établissement du chapitre de chanoines de Saint-Ursin et en 1031 au synode organisé par son fils cadet Aymon de Bourbon qui était devenu archevêque de Bourges. Vers 1024-1025, il fait encore une  donation de la chapelle de Notre-Dame de La Faye au prieuré Saint-Pierre-et-Saint-Paul de Souvigny. Ce dernier, depuis que Mayeul, 4e abbé de Cluny, y était mort le 11 mai 994 et s'y était fait inhumer, devenait un lieu de pèlerinage où se pressaient les plus illustres visiteurs comme Hugues Capet dès 994 et son fils Robert le Pieux en 1031.

## Postérité
De son union avec Phillipine d'Auvergne, il a quatre fils :
- Archambaud III du Montet ;
- Albuin mort après 1048-1049 ;
- Géraud mort après octobre 1024-1025 ;
- Aymon de Bourbon.

## Sources
- Anthony Stokvis, Manuel d'histoire, de généalogie et de chronologie de tous les États du globe, depuis les temps les plus reculés jusqu'à nos jours, préf. H. F. Wijnman, éditions Brill Leyde 1889, réédition 1966, Volume II, chapitre II « France et Monaco »  e) États féodaux, § 84 « Seigneurie, puis baronnie et plus tard duché de Bourbon », p. 143 et tableau généalogique no 42, p. 144.